# Iphiaulax longicornis
Iphiaulax longicornis är en stekelart som beskrevs av Szepligeti 1905. Iphiaulax longicornis ingår i släktet Iphiaulax och familjen bracksteklar. Utöver nominatformen finns också underarten I. l. rufostigma.